# Medinapur, Devadurga
Medinapur là một làng thuộc tehsil Devadurga, huyện Raichur, bang Karnataka, Ấn Độ.